# Disturbi funzionali gastrointestinali
I disturbi funzionali gastrointestinali (FGID), anche denominati disordini dell'asse intestino-cervello sono un gruppo di disordini classificati in base ai sintomi gastrointestinali correlati ad una qualsiasi combinazione di:
- Disturbi della motilità intestinale
- Ipersensibilità viscerale
- Alterata funzione mucosale ed immune
- Alterazione del microbiota intestinale
- Alterazione della percezione degli stimoli a livello del sistema nervoso centrale

## Epidemiologia
I disturbi gastrointestinali funzionali sono molto comuni. Globalmente, la sindrome dell'intestino irritabile e la dispepsia funzionale da sole possono influenzare il 16-26% della popolazione. I DFGI nell'infanzia sono le principali cause che spingono i genitori a richiedere una consultazione medica. Una recente metanalisi stima una prevalenza complessiva nell'infanzia dei DFGI variabile tra il 9,9% e il 29%. I DFGI rappresentano anche importanti problemi di salute pubblica perché piuttosto comuni, disabilitanti (hanno un impatto negativo sulla famiglia e sui bambini) e onerosi dal punto di vista economico. La loro prevalenza inoltre sembra coinvolgere sia i paesi sviluppati che quelli in via di sviluppo, come testimoniano i dati sul colon irritabile.

## Classificazione
La classificazione si basa sui Criteri di Roma IV e divide queste patologie in:
- A. Disturbi esofagei
  - A1. Dolore al petto funzionale
  - A2. Bruciore di stomaco funzionale
  - A3. Ipersensibilità al reflusso
  - A4. Globo (sensazione di corpo estraneo)
  - A5. Disfagia funzionale
- B. Disordini funzionali dello stomaco e del duodeno
  - B1. Dispepsia funzionale
    - B1a. Sindrome da stress postprandiale
    - B1b. Sindrome epigastrica del dolore

  - B2. Disturbi da eruttazione
    - B2a. Eccessiva eruttazione sovragastrica
    - B2b. Eruttazione gastrica eccessiva

  - B3. Nausea e disturbi del vomito
    - B3a. Sindrome da vomito nausea cronica
    - B3b. Sindrome da vomito ciclico
    - B3c. Sindrome da iperemesi dei cannabinoidi

  - B4. Sindrome da ruminazione negli adulti
- C. Disturbi intestinali
  - C1. Sindrome dell'intestino irritabile (IBS)
    - IBS con stitichezza predominante (IBS-C)
    - IBS con diarrea predominante (IBS-D)
    - IBS con abitudini miste dell'intestino (IBS-M)
    - IBS non classificato (IBS-U)

  - C2. Stitichezza funzionale
  - C3. Diarrea funzionale
  - C4. Gonfiamento addominale funzionale
  - C5. Disturbo intestinale funzionale non specificato
  - C6. Costipazione indotta da oppioidi
- D. Disordini mediati dal dolore gastrointestinale
  - D1. Sindrome del dolore addominale mediata dal centro
  - D2. Sindrome da intestino narcotico/Iperalgesia GI indotta da oppioidi
- E. Disturbi della cistifellea e dello sfintere di Oddi
  - E1. Dolore biliare
    - E1a. Disturbo funzionale della cistifellea
    - E1b. Disordine funzionale biliare

  - E2. Disordine funzionale del pancreas
- F. Disturbi anorettali
  - F1. Incontinenza fecale
  - F2. Dolore funzionale nel ano e del retto
    - F2a. Sindrome del muscolo elevatore dell'ano (proctalgia)
    - F2B. Dolore anorettale funzionale non specificato
    - F2C. Proctalgia fugax

  - F3. Disturbi funzionali defecazione
    - F3A. Propulsione defecatoria inadeguata
    - F3B. Defecazione dissinergica
- G. Disturbi gastrointestinali funzionali dell'infanzia: Neonato / Infante
  - G1. Rigurgito infantile
  - G2. Sindrome di ruminazione
  - G3. Sindrome da vomito ciclico
  - G4. Colica infantile
  - G5. Diarrea funzionale
  - G6. Dischezia infantile
  - G7. Stitichezza funzionale
- H. Disturbi funzionali nei bambini più grandi e negli adolescenti
  - H1. Nausea e vomito funzionali
    - H1a. Sindrome del vomito ciclico
    - H1b. Nausea funzionale e vomito funzionale
    - H1c. Sindrome da ruminazione
    - H1D. aerofagia

  - H2. Disturbi da dolore addominale funzionale
    - H2A. Dispepsia funzionale
      - H2a1. Sindrome da angoscia postprandiale
      - H2a2. Sindrome da dolore epigastrico
      - H2B. Sindrome dell'intestino irritabile

    - H2C. Emicrania addominale
    - H2D. Dolore addominale funzionale non altrimenti specificato

  - H3. Disturbi funzionali della defecazione
    - H3a. Stipsi funzionale
    - H3B. Incontinenza fecale da mancata ritenzione